# Bâtiment de la bibliothèque pour enfants de Kragujevac
Le bâtiment de la bibliothèque pour enfants de Kragujevac (en serbe cyrillique : Зграда Дечје библиотеке у Крагујевцу ; en serbe latin : Zgrada Dečje biblioteke u Kragujevcu) se trouve à Kragujevac, dans le district de Šumadija, en Serbie. Il est inscrit sur la liste des monuments culturels protégés de la république de Serbie (identifiant no SK 1679).

## Présentation
Le bâtiment a été construit en 1935-1936 dans le style des demeures de cette époque. Construite en pierres, en briques et en béton armé, elle a servi de maison familiale à Jovan Đ. Mirković, professeur de musique au lycée de Kragujevac. La maison a été léguée à la ville à condition qu'elle abrite une institution culturelle. Depuis de nombreuses années, elle accueille la Bibliothèque pour les enfants, un département de la Bibliothèque nationale de Kragujevac.
La bibliothèque abrite sept legs, dont trois collections de peintures et quatre collections de livres, offerts par des personnalités éminentes de la ville.